# Justicia meyeniana
Justicia meyeniana är en akantusväxtart som först beskrevs av Christian Gottfried Daniel Nees von Esenbeck, och fick sitt nu gällande namn av Gustav Lindau. Justicia meyeniana ingår i släktet Justicia och familjen akantusväxter. Inga underarter finns listade i Catalogue of Life.